# Hans-Henning von Voigt
Hans Henning Otto Harry von Voigt (20 octobre 1887 – 30 octobre 1969) est un artiste allemand, plus connu dans le domaine de l'illustration sous le pseudonyme d’Alastair. 

## Biographie
La baron Hans-Henning von Voigt, dit Alastair, fut un artiste complet : compositeur, danseur, mime, poète, chanteur, traducteur, dessinateur et graveur. Il semble qu'il ait été autodidacte. Bien que sa vie nous soit désormais connue, elle resta longtemps très mystérieuse, sans doute du fait de ses origines aristocratiques avec lesquelles, plus tard, il brouilla lui-même les pistes.
Hans-Henning est né le 20 octobre 1887 à Karlsruhe : il est le fils du général prussien Karl von Voigt (1841–1911), dont il hérita le titre de baron, et de Bertha Wutzer (1846-1913). 
Alastair, dans sa jeunesse, apprend à parler couramment le français, l'allemand et l'anglais, à jouer du piano et à réaliser des spectacles de mime. Jeune homme, il a étudié la philosophie à l'université de Marbourg, où il rencontre Boris Pasternak et Felix Noeggerath (de) (1885-1960), qui devient son premier amant. Dès cette époque, Alastair est décrit comme ressemblant à la fois à Pierrot et à un prêtre illuminé : « Alastair portait fréquemment du maquillage, sa voix donnait dans les tons suraiguës, l'éclat de ses yeux, son geste étudié... traduisaient une forte personnalité ». Au début des années 1900, il exécute des danses érotico-mystiques pour le cercle du romancier décadent italien Gabriele d'Annunzio. Entre 1907 et 1914, il voyage beaucoup, allant de Paris à Londres en passant par New York et Munich, où il exerce en tant que pianiste et danseur. En 1907, il adopte définitivement le nom d'Alastair.
En janvier 1913, son travail graphique est montré aux États-Unis dans le cadre de l'exposition collection Exhibition of Contemporary German Graphic Art (Art Institute of Chicago). En 1914, un premier recueil de ses dessins est publié par John Lane, préfacé par le critique Robert Ross qui rapproche son style de celui d'Aubrey Beardsley.
Entretemps, il devient le compagnon du journaliste français André Germain (1882-1971) : c'est avec lui qu'il se réfugie pendant toute la durée de la Première Guerre mondiale en Suisse, mais ils finissent par se brouiller au cours des années suivantes, tout en restant, jusqu'en 1929, en contact,. Durant les décennies 1920 et 1930, toujours au milieu de multiples déplacements entre l'Allemagne, la Suisse et la France, il illustre de nombreux livres. Il expose à la Weyhe Gallery à New York en 1925. Il croise le chemin de Austin Osman Spare qui le publie dans sa revue The Golden Hind (Londres, 1922-1924), l'occultiste Ludwig Derleth proche du cercle de Stefan George, le couple d'éditeurs américains francophiles Harry et Caresse Crosby qui l'édite. Son activité d'illustrateur semble s'arrêter en 1936.
En août 1944, alors qu'il est interdit d'exposer dans son propre pays sous la dictature nazie, il est soupçonné d'être un sympathisant du complot du 20 juillet, il est arrêté par la Gestapo, puis relâché.
Après 1945, Alastair ne quitte pratiquement plus l'Allemagne. En 1965, une exposition est organisée à Paris et Alastair fait le voyage depuis Munich : il se remet à dessiner et retrouve André Malraux, qui le connaissait depuis l'époque des éditions Simon Kra. La télévision allemande, via Peter Berling, tente de réaliser un documentaire sur lui,. En décembre 1968, ses nouvelles productions sont montrées à Munich, Galleria del Levante, dans une exposition solo intitulée Magische Miniaturen.
Quelques mois plus tard, en octobre 1969, il meurt à Munich.

## Publications

### Sous le nom d'Alastair
- Forty-Three Drawings by Alastair, album, préf. de Robert Ross, Londres/New York, John Lane, 1914.
- Das flammende Tal. Gedichte, Munich, Hyperion Verlag, 1920.
- Fifty Drawings by Alastair, album, New York, Alfred A. Knopf, 1925.

### Livres illustrés
- Poèmes pour Pâques de Loïs Cendré [André Germain], Genève, s.e., 1915
- The Sphinx d'Oscar Wilde, Londres, John Lane The Bodley Head, 1920
- Carmen de Prosper Mérimée, autotypes, Zürich, Rascher & Co., 1920
- Salome d'Oscar Wilde, Paris, Éditions Georges Crès, 1922
- Die Büchse der Pandora de Frank Wedekind, Munich, Georg Müller Verlag, [1920]
- The Blind Bow-Boy de Carl Van Vechten, New York, Alfred Knopf, 1923
- Red Skeletons d'Harry Crosby, Paris, Éditions Narcisse, 1927
- Sebastian van Storck de Walter Pater, préf. de Paul George Konody (en), Londres/New York, John Lane the Bodley Head, 1927.
- L’Anniversaire de l’infante d'Oscar Wilde, Paris, The Black Sun Press, 1928
- Manon Lescaut de l'abbé Prévost, Londres, John Lane The Bodley Head, 1928
- Les Liaisons Dangereuses de Choderlos de Laclos, 2 Vol., Paris, The Black Sun Press, [1929]

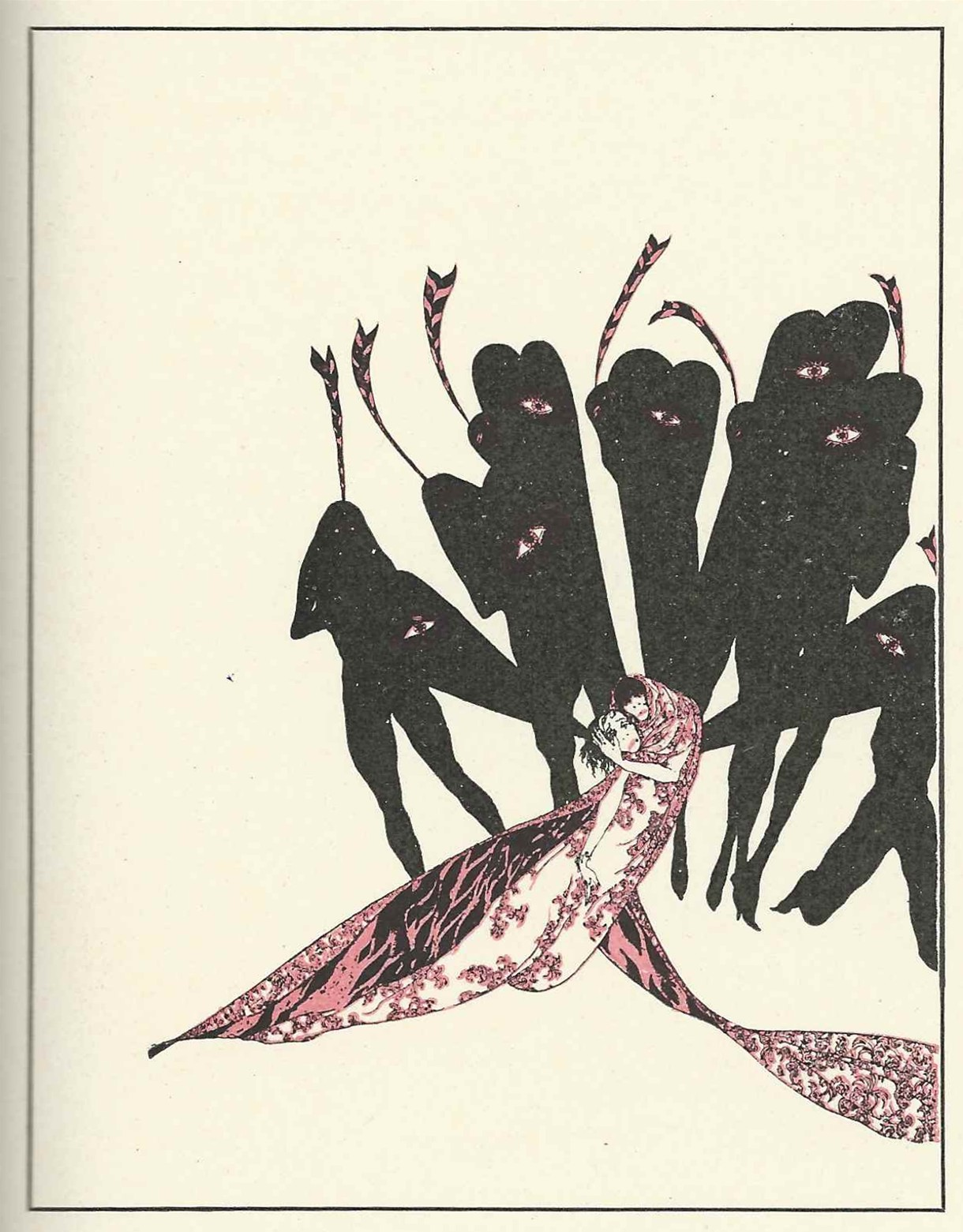
Illustrations de la pièce Salomé d'Oscar Wilde par Alastair (Hans-Henning von Voigt)
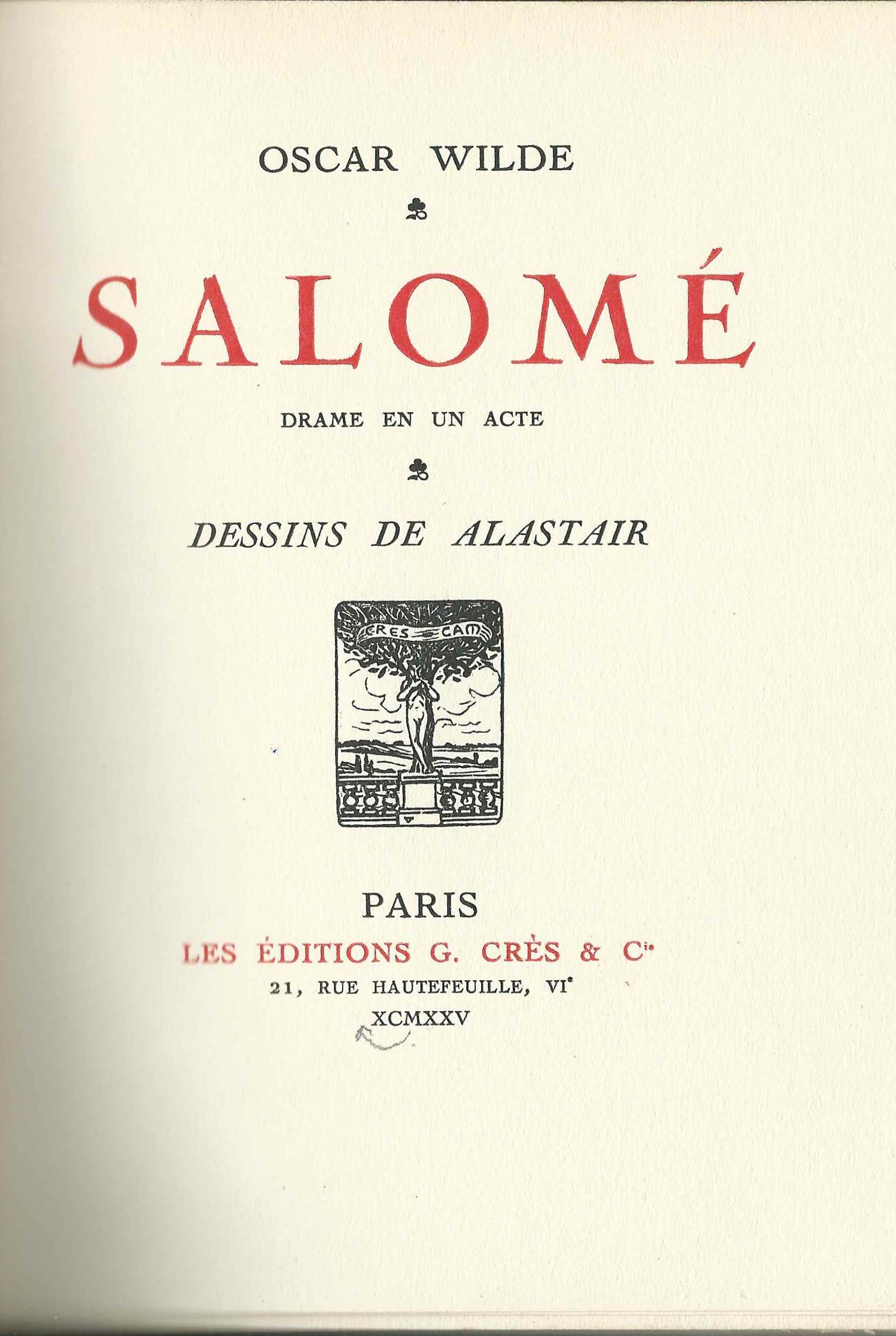
Illustrations de la pièce Salomé d'Oscar Wilde par Alastair (Hans-Henning von Voigt)
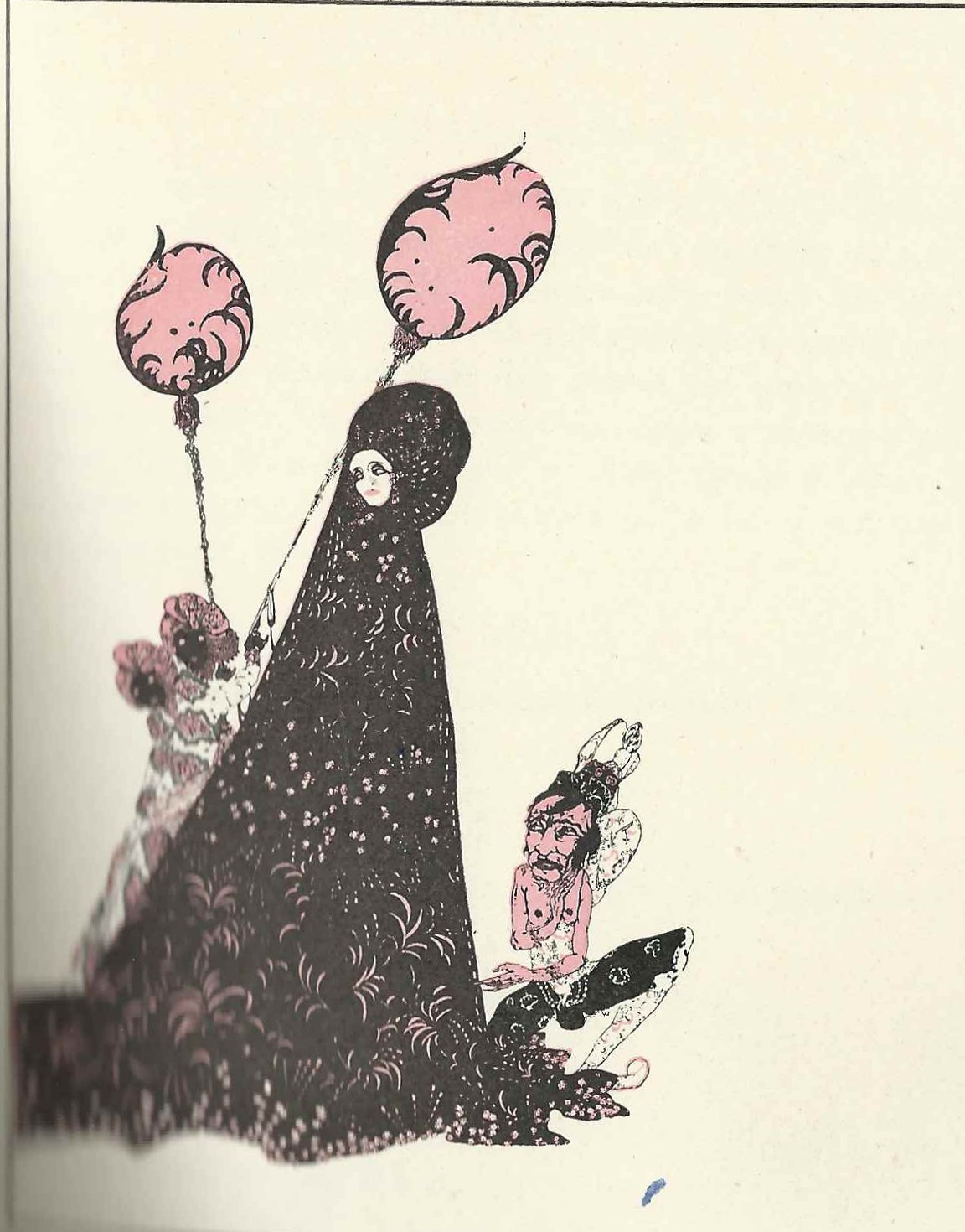
Illustrations de la pièce Salomé d'Oscar Wilde par Alastair (Hans-Henning von Voigt)

## Fonds
- Depuis 2004, une grande partie de son œuvre se trouve exposée en permanence au château de Moritzburg.